# Acasta Island
Acasta Island är en ö i Australien.   Den ligger i delstaten Western Australia, i den nordvästra delen av landet, 3 300 kilometer nordväst om huvudstaden Canberra. Ön ligger mellan Descartes Island och Lauangi Island.